# Hällgrundet (Luleå)
Hällgrundet is een Zweeds zandbank behorend tot de Lule-archipel. Het eiland ligt aan de oostgrens van de Archipel, nabij de grens met de Kalix-archipel. Het eiland heeft geen oeververbinding en is onbebouwd.